# Juan Manuel Sara
Juan Manuel Sara (*13. října 1976, Buenos Aires, Argentina) je argentinský fotbalista, který nastupoval v české Gambrinus lize v sezóně 1998-1999.
Sara potvrzoval to, že koncem devadesátých let byl o argentinské fotbalisty velký zájem, dohromady jich přišlo pět. Až na Liuniho se však žádný z nich příliš nechytil a Sara nebyl výjimkou. Do týmu si ho přivedl FC Hradec Králové, Sara ale odehrál pouze sedm utkání a ze Hradce po sezoně odešel. V Česku už poté nehrál.